# Arthur Brittain
Arthur Stanley Stan Brittain (Liverpool, Merseyside, 4 d'octubre de 1931) és un ciclista anglès, ja retirat, que fou professional entre 1958 i 1964.
El 1956, com a ciclista amateur, va prendre part en els Jocs Olímpics de Melbourne, en què guanyà una medalla una medalla de plata en la cursa en ruta per equips, junt a Alan Jackson i William Holmes. En la cursa individual quedà el sisè.

## Palmarès
- 1955
  - 1r a l'Irish Sea Tour of the North
- 1956
  - 1r a l'Irish Sea Tour of the North
  -  Medalla de plata als Jocs Olímpics de Melbourne en ruta per equips
- 1957
  -  Campió del Regne Unit en ruta (NCU)
  - 1r a l'Irish Sea Tour of the North
  - 1r a la Sex-Dagars
  - Vencedor de 2 etapes de la Cursa de la Pau
- 1960
  - Vencedor d'una etapa del Circuit d'Auvergne

### Resultats al Tour de França
- 1958. 68è de la classificació general
- 1960. Abandona (1a etapa, sector a)
- 1961. Abandona (4a etapa)